# 199gy busz (Budapest)
A budapesti 199-es (gyors 199-es) jelzésű autóbusz a Nagyvárad tér és a Pesterzsébet, Erzsébet tér között közlekedett. A viszonylatot a Budapesti Közlekedési Vállalat üzemeltette.

## Története
A járat még 99Y jelzéssel indult 1970. január 5-én a mai Harminckettesek tere és a pesterzsébeti Tátra tér között közlekedett. 1972. december 23-ától a Blaha Lujza térről indult, majd 1977. január 1-jén gyorsjárattá alakították, 199-es jelzéssel közlekedett, végállomása pedig az újonnan átadott 3-as metró Nagyvárad téri állomásához került. Pesterzsébeten az Erzsébet térhez került a végállomása. 1980. március 29-én megszűnt a metró újabb szakaszának átadása miatt, helyette a Határ úttól 199-es jelzéssel indult új járat az Erzsébet térhez.

## Útvonala
| Pesterzsébet, Erzsébet tér felé | Nagyvárad tér felé |
| --- | --- |
| Megszűnéséig az Üllői úti metróépítés miatt mindkét irányban terelve közlekedett, az eredeti útvonala a Nagyvárad tér és a Száva utca között az Üllői út volt.                                                   | |
| Nagyvárad tér vá. – Mező Imre út – Elnök utca – Népliget – Vajda Péter utca – Fertő utca – Basa utca – Száva utca – Távíró utca – Határ út – Mártírok útja – Kossuth Lajos utca – Pesterzsébet, Erzsébet tér vá. | Pesterzsébet, Erzsébet tér vá. – Kossuth Lajos utca – Mártírok útja – Határ út – Távíró utca – Száva utca – Basa utca – Fertő utca – Vajda Péter utca – Népliget – Elnök utca – Delej utca – Üllői út – Nagyvárad tér vá. |

## Megállóhelyei
| 0  | Nagyvárad tér végállomás              | 25 | 13B, 24, 50, 50A 13AV, 33, 35, 35, 51V, 51AV, 81, 81, 89A, 93, 135 |
| 4  | Bihari utca                           | 20 | 13B 13AV, 35, 35, 51V, 51AV, 89, 89A, 93, 99, 99, 135              |
| 7  | Üllői út                              | 17 | 50, 50A 35, 42V, 51, 93, 99, 99                                    |
| 11 | Friss utca                            | 14 | 81, 99, 181                                                        |
| 14 | Távíró köz                            | 11 | 99                                                                 |
| 16 | Nagykőrösi út                         | 9  | 13AV, 51V, 51AV, 54, 54, 154                                       |
| 19 | Mártírok útja (Határ út)              | 6  | 13AV                                                               |
| 22 | Kossuth Lajos utca (Mártírok útja)    | 3  | 48, 99, 99                                                         |
| 25 | Pesterzsébet, Erzsébet tér végállomás | 0  | 23, 23, 48, 59, 66, 166 13A, 30, 31                                |